# Oldřich Tomášek
Oldřich Tomášek (* 4. listopadu 1956) je bývalý český policista, v letech 1995–1998 policejní prezident Policie České republiky.

## Život
Policistou byl od roku 1977. Získal zkušenosti v řadových i vedoucí pozici na obvodních odděleních, v letech 1991–1992 pracoval jako vyšetřovatel Inspekce MV. Z okresního policejního ředitelství v Chebu přešel v lednu 1995 na místo policejního prezidenta, aby vystřídal prvního náměstka Jana Zátorského, který policii dočasně řídil od října 1994. Ač jej provázela pověst nejlepšího z polistopadových šéfů policie, přesto je jeho éra spojena se zásahem v pražské restauraci U Holubů, s razií v rockovém klubu Propast (obě akce byly vyšetřovány inspekcí), kuriózním útěkem dvojnásobného vraha Winkelbauera během krátké eskorty po Praze, zásahem proti Globální pouliční slavnosti ve Vodičkově ulici v květnu 1998 či s opakovanými přestřelkami v centru Prahy za bílého dne.
Před volbami v roce 1998 veřejně odmítl snahy politiků ČSSD o čistky na vedoucích místech policie, po jejich volebním vítězství požádal v půlce července končícího ministra vnitra Cyrila Svobodu o uvolnění z funkce ke konci srpna téhož roku. Nakonec jej nastupující ministr vnitra Václav Grulich odvolal z funkce již k 6. srpnu.
Na vlastní žádost byl převelen na okresní ředitelství v Sokolově. V roce 2008 se stal zástupcem ředitele KŘP Západočeského kraje pověřeným zřízením krajského ředitelství Karlovarského kraje. Od 1. ledna 2010 byl ředitelem Krajského ředitelství policie Karlovarského kraje se sídlem v Karlových Varech.
Dne 28. října 2016 jej prezident Miloš Zeman jmenoval do hodnosti brigádního generála. Poté odešel od Policie ČR.